# 江波 (小説家)
江波（こう は）は、中華人民共和国のSF作家。清華大学出身。半導体技術を専門としている。
大学在学中にSFサークルに参加し、創作と投稿を始めた。生年・性別は公開していないが、2008年の時点で顔写真から「三十歳前後と思われる男性」と推定されている。
中国のSF雑誌『科幻世界』（zh）では、2003年に「最後的答案」（原題）で登場して以降、年に数作ずつ短編を発表している。2009年発表の「時空追緝」（原題）は、翌年の第21回銀河賞で最優秀賞を受賞した。
公刊された日本語訳には、短編「シヴァの舞」（S-Fマガジン掲載）がある。この作品を含む、同一の宇宙史を描いたシリーズが予定されている。

## 主な作品
- シヴァの舞（原題：湿婆之舞） - 『S-Fマガジン』2008年9月号、訳：阿部敦子
  - 初出：『科幻世界』2008年1号。2009年、第20回銀河賞読者賞。
- 時空追緝（原題原表記：时空追缉）
  - 2010年、第21回銀河賞最優秀賞[2]
- 太陽系に別れを告げる日（原題：告别太阳的那一天） - 『時のきざはし　現代中華SF傑作選』、訳：大久保洋子
- 宇宙の果ての本屋（原題：宇宙尽头的书店） - 『宇宙の果ての本屋　現代中華SF傑作選』、訳：根岸美聡